# Roberto Jimenez (lutador)
Roberto Jimenez (Miami, 19 de maio de 2000) é um competidor de grappling e jiu-jitsu brasileiro (BJJ) faixa-preta, nascido nos Estados Unidos e de origem equatoriana.
Multicampeão mundial, pan-americano e campeão do American Nationals nas divisões juvenil e faixas coloridas, Jimenez é vencedor do ADCC South America Trials 2022, campeão do Grand Prix dos Médios do Polaris 2022 e campeão absoluto do Mundial No-Gi da IBJJF de 2023.

## Primeiros anos
Roberto Francisco Jimenez nasceu em 19 de maio de 2000 em Miami, Flórida, filho de pais equatorianos. Ele começou no jiu-jitsu brasileiro aos 4 anos de idade, incentivado por seu pai, Raul "Gacho" Jimenez, praticante de muay thai e BJJ. Nos primeiros anos, a família viveu na América do Sul e, aos 10 anos, mudou-se para o Texas, onde Jimenez ingressou em uma academia da Alliance Jiu Jitsu. Ele passou por todas as graduações infantis do BJJ antes de receber a faixa-azul.

## Início de carreira
Aos 15 anos, Jimenez derrotou o lutador do UFC Sage Northcutt em uma competição de grappling. Em 2016, ele foi convidado a competir no Royal Invitational – The Future of Jiu-Jitsu, seu primeiro torneio profissional. Mesmo sendo o competidor mais jovem, venceu todas as lutas por finalização. Competindo na divisão superpesado naquele ano, conquistou o título do Mundial de Jiu-Jitsu 2016, repetindo o feito no ano seguinte na categoria Juvenil 2 superpesado faixa-azul. Jimenez ganhou destaque ao vencer faixas-pretas e marrons em torneios como o Fight to Win Europa 2016, onde finalizou o faixa-preta peso-pena Lucas Pinheiro.
Na faixa-roxa, treinando com seu pai e Lucas Lepri, tornou-se campeão mundial adulto da IBJJF em 2018, finalizando todos os oponentes e conquistando o ouro duplo (peso e absoluto), vencendo o lutador de MMA Mason Fowler na final. Ele passou a ser conhecido como "The Natural" após usar, durante a competição, um kimono com um patch escrito “All Natural Steroid Free BJJ” (“BJJ totalmente natural e livre de esteroides”), o que gerou debates sobre o uso de Substâncias para melhoria de desempenho no esporte. Em fevereiro, ficou em segundo lugar no ADCC North American West Coast Pro Trials após perder para o faixa-preta e lutador de MMA DJ Jackson. Em agosto de 2018, foi graduado à faixa-marrom por seu pai e Romero Jacare Cavalcanti durante um seminário da Alliance.
Em 2019, sagrou-se campeão mundial No-Gi absoluto, ficando com a prata na sua categoria, campeão do Pan No-Gi da IBJJF, e conquistou o ouro duplo no American Nationals (com e sem kimono). Nesse mesmo ano, venceu novamente o Pan No-Gi na categoria pesado e ficou com o bronze no absoluto; no Mundial No-Gi, conquistou o absoluto finalizando todos os adversários, mas foi vice-campeão em sua categoria.

### Carreira na faixa-preta

#### 2019–2021
No Mundial No-Gi de 2019, Jimenez foi graduado à faixa-preta por seu pai. Em 8 de fevereiro de 2020, ele fez sua estreia como faixa-preta no Who's Number One, da FloGrappling, derrotando, contra todas as expectativas, o campeão do Grand Slam da IBJJF Keenan Cornelius por 6–4.
Em julho de 2020, participou do torneio 3rd Coast Grappling (3CG). No 3CG Kumite III, Jimenez derrotou Tye Ruotolo na primeira rodada por pontos. No 3CG Kumite V, finalizou o campeão do WNO até 70 kg Kade Ruotolo na semifinal, antes de vencer novamente seu irmão Tye Ruotolo na final.
Em outubro de 2020, Jimenez perdeu para Craig Jones no WNO 4. Em dezembro de 2020, venceu Dante Leon na edição do torneio, por decisão unânime no primeiro round.
Em fevereiro de 2021, no co-main event do WNO, perdeu para Gordon Ryan, substituindo Nicky Ryan, que havia se lesionado.
Em junho de 2021, finalizou quatro adversários para conquistar o título dos welterweights no Combat Jiu-Jitsu Worlds de Eddie Bravo.
No Polaris Squads 3, em agosto de 2021, integrou a equipe dos Estados Unidos, que venceu o torneio.
Após vencer o ADCC South America Trials 2022, Jimenez competiu na divisão até 77 kg do 2022 ADCC World Championship, onde venceu Andy Varela por finalização na primeira luta, mas perdeu para o futuro campeão Kade Ruotolo.
No Polaris 19, em março de 2022, finalizou Magid Hage com um mata-leão.

#### 2022–2023
Em novembro de 2022, Jimenez venceu o Grand Prix dos médios do Polaris 22, torneio com oito competidores, finalizando dois de seus três oponentes. Sua vitória por finalização sobre Hunter Colvin no evento foi eleita “Luta do Ano” no JitsMagazine BJJ Awards 2022.
Em fevereiro de 2023, Jimenez disputou o IBJJF London Open, conquistando o ouro nas categorias com e sem kimono no peso pesado, ouro no absoluto sem kimono e prata no absoluto com kimono. Ele também competiu no IBJJF Miami Open, nos dias 29 e 30 de abril de 2023, conquistando medalhas de ouro no peso pesado com e sem kimono, além do absoluto.
Nos dias 13 e 14 de maio de 2023, participou do IBJJF Houston International Open, onde conquistou o ouro no peso pesado com e sem kimono e o bronze no absoluto sem kimono. Em seguida, foi convidado para disputar o torneio absoluto no UFC Fight Pass Invitational 4, em 29 de junho de 2023. Jimenez perdeu na rodada de abertura para o eventual campeão, Nick Rodriguez.
No dia 1º de setembro de 2023, participou de um torneio com oito competidores no Blue Collar FC: American Dream Conference. Ele finalizou seus dois primeiros adversários, mas foi derrotado por Giancarlo Bodoni na final.
Jimenez também disputou o Grand Prix Absoluto do Polaris 25, em 30 de setembro de 2023. Ele perdeu na rodada de abertura para Izaak Michell.
No Mundial No-Gi de 2023, venceu a divisão absoluta e conquistou a medalha de bronze no peso pesado.

#### 2024
Jimenez competiu no IBJJF No-Gi Absolute Grand Prix em 29 de fevereiro de 2024.
Em 3 de março de 2024, enfrentou Nick Rodriguez no co-evento principal do UFC Fight Pass Invitational 6. Ele perdeu a luta por pontos.
Nos dias 23 a 25 de maio, Jimenez representou a Team Kasai na divisão até 91 kg da AIGA Champions League Brazil Qualifier 2024. Ele venceu todas as suas três lutas e a Team Kasai conquistou o título do torneio.
Jimenez estava escalado para disputar o 2024 ADCC World Championship, mas se retirou do evento para competir na divisão até 80 kg do Craig Jones Invitational em 16 e 17 de agosto de 2024. Ele foi finalizado por Levi Jones-Leary na rodada de abertura.
No dia 4 de dezembro de 2024, enfrentou Kaynan Duarte no evento principal do Who’s Number One 25. Jimenez perdeu a luta por decisão.

#### 2025
Jimenez enfrentou Elder Cruz no evento Who’s Number One 26 em 7 de fevereiro de 2025. Ele venceu a luta por finalização. Em seguida, conquistou medalhas de prata tanto na divisão dos pesos pesados quanto no absoluto do Pan-Americano da IBJJF 2025.
Jimenez entrou como substituto de última hora no grand prix dos médios do BJJ Stars 15 em 26 de abril de 2025. Ele venceu suas duas primeiras lutas antes de perder para Mica Galvão na final.
Jimenez representou a Team Kasai na final da AIGA Champions League 2025, registrando duas vitórias e uma derrota enquanto a equipe conquistava o título.
No dia 19 de junho de 2025, Jimenez derrotou Bruno Lima por pontos para conquistar o título até 85 kg no ACBJJ 16.
Em 25 de julho de 2025, Jimenez enfrentou Ryan Aitken no Who’s Number One 29, vencendo por decisão.

## Campeonatos e conquistas
Principais conquistas (faixa-preta):
- Vencedor do ADCC South America Trials (2022)
- Campeão do Grand Prix dos Médios do Polaris (2022)
- Campeão do 3CG Kumite III – 180 lbs (2020)
- Campeão do 3CG Kumite IV – 170 lbs (2020)
- Campeão do IBJJF Rio Summer International No-Gi Open (2022)
- Campeão do IBJJF London International No-Gi Open (2023[c])
- Campeão do IBJJF London International Open (2023[47])
- Vice-campeão do IBJJF London International Open (2023[c])
- Vice-campeão do 3CG Kumite 6 – ABS (2020)
- Vice-campeão do IBJJF Rio Summer International Open (2022[c])
- 3º lugar no IBJJF Rio Summer International Open (2022)
- Principais conquistas (faixas coloridas):[1]
- Campeão do Fight 2 Win 185 lbs (faixa-marrom) (2019)
- Campeão Mundial da IBJJF (2018[d] – faixa-roxa)
- Campeão Mundial No-Gi da IBJJF (2019[c] – faixa-marrom)
- Campeão Mundial Juvenil da IBJJF (2016 / 2017)
- Campeão Mundial Juvenil No-Gi da IBJJF (2016)
- Campeão Pan-Americano Juvenil da IBJJF (2016[d] / 2017[d])
- Campeão Pan-Americano No-Gi da IBJJF (2019 – faixa-marrom)
- Campeão do American Nationals da IBJJF (2019[d] – faixa-marrom)
- Campeão do American Nationals No-Gi da IBJJF (2019[d] – faixa-marrom)
- Campeão Europeu Juvenil da IBJJF (2017[d])
- Campeão do Grand Slam da UAEJJF em Tóquio (2019 – faixa-marrom)
- Campeão do Royal Invitational da IBJJF (2016)
- Vice-campeão Mundial No-Gi da IBJJF (2019 – faixa-marrom)
- Vice-campeão Mundial Juvenil da IBJJF (2016[c])
- Vice-campeão do Abu Dhabi World Pro da UAEJJF (2019 – faixa-marrom)
- Vice-campeão do ACBJJ North America Championship (2018 – faixa-roxa)
- 3º lugar no Mundial Juvenil No-Gi da IBJJF (2016[c])
- 3º lugar no Pan da IBJJF (2018[d] – faixa-roxa / 2019[c] – faixa-marrom)
- 3º lugar no Pan No-Gi da IBJJF (2019[c] – faixa-marrom)
- 3º lugar no Abu Dhabi World Pro da UAEJJF (2018 – faixa-roxa)

## Vida pessoal
Jimenez é um defensor de que atletas de jiu-jitsu se mantenham livres de substâncias para aumento de desempenho como esteroides anabolizantes. Ele segue uma dieta baseada em plantas.